# Muzaffarpur (huyện)
Huyện Muzaffarpur là một huyện thuộc bang Bihar, Ấn Độ. Thủ phủ huyện Muzaffarpur đóng ở Muzaffarpur. Huyện Muzaffarpur có diện tích 3173 ki lô mét vuông. Đến thời điểm năm 2001, huyện Muzaffarpur có dân số 3743836 người.